# Paradas Heatseekers
As paradas Heatseekers se referem a dois rankings organizados pela revista estadunidense Billboard: Heatseekers Albums e a Heatseekers Songs. As tabelas são avaliadas por uma combinação de medições da Nielsen Broadcast Data Systems, dados de vendas da Nielsen SoundScan e números de atividade de streaming de fontes de música online. Os gráfico rastreiam títulos de "atos novos ou em desenvolvimento", determinados de forma semelhante pelo desempenho histórico dos artistas nas paradas. Foram criados pela revista em outubro de 1991.